# Pomnik ku czci poległych powstańców śląskich w Świętochłowicach
Pomnik ku czci poległych powstańców śląskich – pomnik znajdujący się w Świętochłowicach, na Starym Cmentarzu przy ulicy Cmentarnej w dzielnicy Centrum. Pomnik usytuowany jest w centralnej części cmentarza, przy głównej alei. 
Pierwszy pomnik został wzniesiony ok. 1924 roku, w formie pionowo ustawionej, kamiennej płyty o lekko ściętym lewym rogu. Pośrodku, poniżej wykutego w kamieniu krzyża, umieszczono tablicę o treści: „Ku czci spoczywających tu 4-ch ofiar Powstania III-go oraz 35 dalszych poległych powstańców z Świętochłowic których szczątki pozostały na polach walk o wolność Śląska. Cześć ich pamięci!”.
Na początku września 1939 r. pomnik został zburzony przez hitlerowców. W 1947 r., z inicjatywy Związku Weteranów Powstań Śląskich pomnik odbudowano w niezmienionej formie, jak ten wyburzony. Zmieniła się jedynie treść: na żelaznej tablicy zamocowanej na płycie znajdował się napis: „Tu spoczywają powstańcy śląscy polegli w walce o wyzwolenie naszej ziemi”. Teren przed pomnikiem został ogrodzony metalowymi słupkami, połączonymi żelaznym łańcuchem, a całość została obsadzona niską roślinnością i kwiatami.
W 2012 roku, na podstawie porozumienia pomiędzy Wojewodą Śląskim a Prezydentem Miasta Świętochłowice, zlikwidowano dotychczasowy, historyczny pomnik, a na jego miejscu powstał nowy, składający się z trzech płyt nagrobnych wraz z tablicą napisową oraz granitowego krzyża powstańczego. Nad całością góruje pionowo ustawiony krzyż.